# Xine
xine (uttalas [ksi:n]) är en fri multimediaspelare för GNU/Linux och Unixliknande operativsystem. Den spelar vanliga audio- och videoformat som AVI, WMV, MOV, MP3, FLAC, Theora, Speex samt dvd m.fl.
Till xine finns flera grafiska gränssnitt, och programmet är byggt på GTK+s grafiska gränssnitt.
xine spelar även upp inbäddade filmer i webbläsare som Firefox.